# Arsène Becuwe
Arsène Becuwe (* 27. November 1891 in Brügge; † 28. Februar 1992 in Sint-Kruis bei Brügge) war ein belgischer Komponist und Dirigent.

## Leben
Mit 17 Jahren verpflichtete Becuwe sich als Militärmusiker beim Musikkorps des 4. Linien-Regiments in Brügge. Erst 1940 verließ er dieses Musikkorps. Er studierte privat Harmonielehre und Kontrapunkt bei Paul Gilson.
1925 wurde er Dirigent des Fanfare-Orchesters De Katolieke Burgersgilde in Lichtervelde, in der belgischen Provinz West-Flandern und behielt diese Funktion bis 1966. Im Jahr 1945 wurde er ebenfalls Dirigent der Harmonie St. Cecilia in seiner Heimatstadt Brügge; eine Position, die er ebenfalls bis 1966 innehatte. Zur gleichen Zeit dirigierte er auch das Fanfare-Orchester Sint-Cecilia in Ruddervoorde, in der belgischen Provinz West-Flandern. Er war auch Leiter des großen gemischten Chores Sint Lutgardis in Brügge.

## Werke

### Werke für Blasorchester
- Anciens du 4ème de Ligne
- Défilé du 4ème de Ligne
- Excelsior
- Feestmars
- Gilda Fantasie
- In de Kempen Ouverture
- Jubelklanken
- Marche Solennelle
- Minnewater Fantasie
- Westlandia Ouverture

### Bühnenwerke
- 1935 Baron Schinkelbeen Operette
- 1937 Hare hoogheid wil niet trouwen Operette